# Joan Talarn i Gilabert
Joan Talarn i Gilabert (Bellvís, 8 de noviembre de 1968) es un filólogo y político catalán. Actualmente es el presidente de la Diputación Provincial de Lérida .
Alcalde de Bellvís desde 2015, presidente de la Diputación Provincial de Lérida desde las elecciones municipales de 2019 y diputado provincial desde 2015 en representación del partido político Esquerra Republicana de Catalunya. En el ámbito político, social e institucional, es miembro de Esquerra Republicana de Catalunya (2003), de Òmnium Cultural y la Asamblea Nacional Catalana. Después de las elecciones municipales de 2019, y en fecha 12 de julio del mismo año, Joan Talarn i Gilabert fue elegido por mayoría absoluta presidente de la Diputación Provincial de Lérida, convirtiéndose así al XX presidente del período democrático de esta institución supramunicipal.